# Karl Schlosser
Karl svobodný pán von Schlosser (23. října 1807 nebo 1808 Praha – 2. března 1876 Döbling) byl rakouský politik německé národnosti z Čech, v 2. polovině 19. století poslanec Říšské rady.

## Biografie
Jeho otec Peter Schlosser byl významným pražským advokátem. Karl 28. června 1831 získal na Karlo-Ferdinandově univerzitě v Praze titul doktora práv. Působil jako advokát. Byl rovněž činný ve spolku na podporu sirotků a vdov po právnících. Byl velkostatkářem a od roku 1868 měl šlechtický titul svobodného pána.
V zemských volbách v březnu 1867 byl zvolen na Český zemský sněm za kurii velkostatkářskou, nesvěřenecké velkostatky. Zastupoval provídeňskou a centralistickou Stranu ústavověrného velkostatku. Zemský sněm ho 13. dubna 1867 zvolil i do Říšské rady. Do Říšské rady byl zemským sněmem opětovně delegován v roce 1871. Dne 3. března 1871 složil slib. Opětovně ho zemský sněm do vídeňského parlamentu vyslal roku 1872. Složil slib 7. května 1872. Mezitím uspěl v zemských volbách v roce 1872, opět za velkostatkářskou kurii, nesvěřenecké velkostatky. Na mandát zemského poslance rezignoval roku 1873.
Zemřel ve Vídni v březnu 1876, po delší nemoci, kvůli které se stáhl z veřejného života. Tělo pak bylo převezeno k pohřbu do Prahy.
Jeho dcera Eleonore byla manželkou poslance Ernsta von Theumera a dcera Malvine manželkou poslance Jaroslava von Rilkeho.